# Videoclip di Miguel Bosé
I videoclip realizzati, nel corso della sua lunghissima carriera, dall'artista italo-spagnolo Miguel Bosé, sono oggi riuniti in 2 principali raccolte: Los videos (che ne presenta ben 21) e Lo esencial (che ne ripropone invece 9): senza presentare doppioni, le due collection contengono un totale di 30 diversi filmati video per altrettante tracce audio.
Con gli album successivi alla raccolta tutta italiana Bravi ragazzi - I grandi successi di Miguel Bosé del 1982, è difatti il videoclip a essere preferito al formato 45 giri come mezzo per la promozione dei vari lavori pubblicati dal cantante spagnolo Miguel Bosé, in Italia e altrove.
Già nel 1983, con la decisione di affidare ad Andy Warhol, l'inventore della pop art, la realizzazione della grafica di copertina dell'album, anche questo tutto italiano, Milano-Madrid e del suo corrispettivo "parente" spagnolo, Made in Spain (anche se la parentela, assai lontana rispetto agli altri dischi di Bosé, si limita proprio alla sola copertina, visto che i due lavori non condividono neanche uno dei venti brani che, dieci ciascuno, ne compongono le rispettive tracklisting), l'artista inizia così una lenta ma costante metaformosi creativa, che ne influenzerà sia il look che lo stile musicale.
Il cambiamento da "bravo ragazzo" a "cantante maledetto" non sembra venire molto apprezzato nel suo paese d'adozione, l'Italia, dove, anche qui, inizia una fase di lieve declino, che nella madrepatria spagnola ha invece avuto già inizio con l'album lì pubblicato nel 1981, intitolato Mas allá (a cui corrisponde invece il grandissimo successo dell'edizione italiana del 33 giri, dello stesso anno, curiosamente intitolato Singolo, contenente 5 brani in italiano e altrettanti in inglese).
Le edizioni italiane di Bandido del 1984 (cantato quasi tutto in italiano, tranne un brano in inglese) e di Salamandra del 1986 (cantato, invece, quasi tutto in inglese, tranne un brano in spagnolo), vengono accompagnate da svariati videoclip, girati per promuovere i singoli Miraggi, Heaven e il remix di Living on the Wire, e vari altri brani notevoli, tra cui soprattutto Siviglia e Indio, estratti come singoli in altri paesi.
In particolare quest'ultimo, nella versione spagnola, intitolata Amor bandido, otterrà, nel 1985, un grandissimo successo internazionale, iniziando a trasformare Miguel Bosé da artista italo-spagnolo, idolo delle ragazzine, in artista a tutto campo, orientato verso un pubblico più adulto e intenzionato a conquistare anche il difficile mercato anglosassone (obiettivo che, in verità, non è mai riuscito, almeno finora, a raggiungere pienamente).
Nel 1984, Miguel era stato ospite fisso di Premiatissima, un programma musicale piuttosto famoso all'epoca, inserito nei palinsesti dell'allora giovane TV privata italiana, dove aveva presentato, uno dopo l'altro, tutti e 9 i pezzi inseriti nell'edizione di Bandido realizzata per l'Italia, non limitandosi però soltanto a cantarli, ma accompagnandoli con diversi filmati, appositamente realizzati, per lo più in presa diretta, per la trasmissione.
Oltre alle due citate raccolte, Lo esencial e Los videos (quest'ultima contiene, tra l'altro, i video dei due brani in italiano Se tu non torni e I cieli dell'est, entrambi del 1994), e senza naturalmente dimenticare i filmati, tutti girati da giovani registi, per le 10 tracce del CD/DVD interattivo Velvetina del 2005, bisogna ricordare anche la recente edizione speciale pubblicata per l'album del 2004, Por vos muero, coerentemente intitolata Por vos muero - Edición especial.
Il lavoro, mai arrivato in Italia, aggiunge al materiale audiovisivo menzionato le versioni dal vivo e i relativi videoclip dei singoli Ólvidame tú (riproposta anche nell'ultimo album di duetti, Papito, del 2007) e Vagabundo, oltre ad altre tre performance live (sempre di brani tratti da Por vos muero), assieme a un filmato documentario, dedicato alla difficile realizzazione della curatissima opera musicale del 2004.

## Los videos
1. Morenamía
2. Amante bandido '99
3. Hacer por hacer
4. Muro
5. Solo pienso en ti
6. Este mundo va
7. Tesoro (Pudo ser tu nombre)
8. No encuentro un momento pa' olvidar
9. La autoradio canta
10. Nada particular
11. Si tú no vuelves
12. Manos vacías
13. Los chicos no lloran
14. Bambú
15. Como un lobo
16. Aire soy
17. Nena
18. Se tu non torni
19. I cieli dell'est
20. Madrid Madrid
21. Lay down on me

## Lo esencial
1. Amante bandido
2. Sevilla
3. Te quiero amor
4. La chula
5. Márchate ya
6. Mi libertad
7. Te diré
8. Lento
9. Linda

## Por vos muero - Edición especial
1. Levántate y ólvida (live)
2. Amiga (live)
3. El ilusionista (live)
4. Vagabundo (live)
5. Ólvidame tú (live)
6. Ólvidame tú (videoclip)
7. Vagabundo (videoclip)
8. The making of "Por vos muero" (documentario)